# Alfons el Cast
|  | Aquest article tracta sobre el rei d'Aragó. Si cerqueu rei d'Astúries (791-842), vegeu «Alfons II d'Astúries». |

Alfons el Cast   (Osca, 25 de març de 1157 - Perpinyà, 25 d'abril de 1196) o el Trobador, anomenat també Alfons II d'Aragó i Alfons I de Catalunya-Aragó en aragonès Alifonso, en occità Anfós i en llatí Ildefonsus), fou sobirà de la Corona d'Aragó amb els títols principals de comte de Barcelona, rei d'Aragó i menors de comte de Girona, Osona, Besalú i de Cerdanya (1162-1196). Més endavant esdevingué comte de Rosselló (des del 1172) i de Ribagorça (des del 1192). Fou també comte de Gavaldà, vescomte de Milhau i vescomte de Carlat (entre 1167-1168) i comte de Provença (entre 1167-1173). Començà a regnar a l'edat de 5 anys i en regnà 34; morí a l'edat de 39 anys. És enterrat al Reial Monestir de Santa Maria de Poblet i, en part (probablement les entranyes, separades segons un ús habitual en alguns llocs llavors), a Santa Maria de Vilabertran.

## Llinatge
Fou fill i successor de Ramon Berenguer IV i Peronella d'Aragó. Per línia paterna era net de Ramon Berenguer III i Dolça de Provença, i per línia materna de Ramir II d'Aragó i Agnès de Poitiers. Fou germà dels comtes Ramon Berenguer IV de Provença i Sanç I de Provença. Alfons I el Cast fou la primera persona que fou alhora comte de Barcelona i rei d'Aragó.
|  |                                                    |  |  |  |  |  |  |  |  |  |  |  |  |  |  |  |
|  | Ramon Berenguer I de Barcelona (el Vell)           |  |  |  |  |  |  |  |  |  |  |  |  |  |  |  |
|  |                                                    |  |  |  |  |  |  |  |  |  |  |  |  |  |  |  |
|  |                                                    |  |  |  |  |  |  |  |  |  |  |  |  |  |  |  |
|  | Ramon Berenguer II de Barcelona (el Cap d'Estopes) |  |  |  |  |  |  |  |  |  |  |  |  |  |  |  |
|  |                                                    |  |  |  |  |  |  |  |  |  |  |  |  |  |  |  |
|  |                                                    |  |  |  |  |  |  |  |  |  |  |  |  |  |  |  |
|  | Almodis de la Marca                                |  |  |  |  |  |  |  |  |  |  |  |  |  |  |  |
|  |                                                    |  |  |  |  |  |  |  |  |  |  |  |  |  |  |  |
|  |                                                    |  |  |  |  |  |  |  |  |  |  |  |  |  |  |  |
|  | Ramon Berenguer III de Barcelona (el Gran)         |  |  |  |  |  |  |  |  |  |  |  |  |  |  |  |
|  |                                                    |  |  |  |  |  |  |  |  |  |  |  |  |  |  |  |
|  |                                                    |  |  |  |  |  |  |  |  |  |  |  |  |  |  |  |
|  | Robert d'Hauteville                                |  |  |  |  |  |  |  |  |  |  |  |  |  |  |  |
|  |                                                    |  |  |  |  |  |  |  |  |  |  |  |  |  |  |  |
|  |                                                    |  |  |  |  |  |  |  |  |  |  |  |  |  |  |  |
|  | Mafalda de Pulla-Calàbria                          |  |  |  |  |  |  |  |  |  |  |  |  |  |  |  |
|  |                                                    |  |  |  |  |  |  |  |  |  |  |  |  |  |  |  |
|  |                                                    |  |  |  |  |  |  |  |  |  |  |  |  |  |  |  |
|  | Sikelgaite de Salern                               |  |  |  |  |  |  |  |  |  |  |  |  |  |  |  |
|  |                                                    |  |  |  |  |  |  |  |  |  |  |  |  |  |  |  |
|  |                                                    |  |  |  |  |  |  |  |  |  |  |  |  |  |  |  |
|  | Ramon Berenguer IV de Barcelona (el Sant)          |  |  |  |  |  |  |  |  |  |  |  |  |  |  |  |
|  |                                                    |  |  |  |  |  |  |  |  |  |  |  |  |  |  |  |
|  |                                                    |  |  |  |  |  |  |  |  |  |  |  |  |  |  |  |
|  | Berenguer de Rodés                                 |  |  |  |  |  |  |  |  |  |  |  |  |  |  |  |
|  |                                                    |  |  |  |  |  |  |  |  |  |  |  |  |  |  |  |
|  |                                                    |  |  |  |  |  |  |  |  |  |  |  |  |  |  |  |
|  | Gerbert de Gavaldà                                 |  |  |  |  |  |  |  |  |  |  |  |  |  |  |  |
|  |                                                    |  |  |  |  |  |  |  |  |  |  |  |  |  |  |  |
|  |                                                    |  |  |  |  |  |  |  |  |  |  |  |  |  |  |  |
|  | Adela de Carlat                                    |  |  |  |  |  |  |  |  |  |  |  |  |  |  |  |
|  |                                                    |  |  |  |  |  |  |  |  |  |  |  |  |  |  |  |
|  |                                                    |  |  |  |  |  |  |  |  |  |  |  |  |  |  |  |
|  | Dolça de Provença                                  |  |  |  |  |  |  |  |  |  |  |  |  |  |  |  |
|  |                                                    |  |  |  |  |  |  |  |  |  |  |  |  |  |  |  |
|  |                                                    |  |  |  |  |  |  |  |  |  |  |  |  |  |  |  |
|  | Guifré I de Provença                               |  |  |  |  |  |  |  |  |  |  |  |  |  |  |  |
|  |                                                    |  |  |  |  |  |  |  |  |  |  |  |  |  |  |  |
|  |                                                    |  |  |  |  |  |  |  |  |  |  |  |  |  |  |  |
|  | Gerberga de Provença                               |  |  |  |  |  |  |  |  |  |  |  |  |  |  |  |
|  |                                                    |  |  |  |  |  |  |  |  |  |  |  |  |  |  |  |
|  |                                                    |  |  |  |  |  |  |  |  |  |  |  |  |  |  |  |
|  | Dolça de Gavaldà                                   |  |  |  |  |  |  |  |  |  |  |  |  |  |  |  |
|  |                                                    |  |  |  |  |  |  |  |  |  |  |  |  |  |  |  |
|  |                                                    |  |  |  |  |  |  |  |  |  |  |  |  |  |  |  |
|  | Alfons II d'Aragó (el Cast)                        |  |  |  |  |  |  |  |  |  |  |  |  |  |  |  |
|  |                                                    |  |  |  |  |  |  |  |  |  |  |  |  |  |  |  |
|  |                                                    |  |  |  |  |  |  |  |  |  |  |  |  |  |  |  |
|  | Ramir I d'Aragó (el Cristianíssim)                 |  |  |  |  |  |  |  |  |  |  |  |  |  |  |  |
|  |                                                    |  |  |  |  |  |  |  |  |  |  |  |  |  |  |  |
|  |                                                    |  |  |  |  |  |  |  |  |  |  |  |  |  |  |  |
|  | Sanç I d'Aragó                                     |  |  |  |  |  |  |  |  |  |  |  |  |  |  |  |
|  |                                                    |  |  |  |  |  |  |  |  |  |  |  |  |  |  |  |
|  |                                                    |  |  |  |  |  |  |  |  |  |  |  |  |  |  |  |
|  | Ermessenda de Bigorra                              |  |  |  |  |  |  |  |  |  |  |  |  |  |  |  |
|  |                                                    |  |  |  |  |  |  |  |  |  |  |  |  |  |  |  |
|  |                                                    |  |  |  |  |  |  |  |  |  |  |  |  |  |  |  |
|  | Ramir II d'Aragó (el Monjo)                        |  |  |  |  |  |  |  |  |  |  |  |  |  |  |  |
|  |                                                    |  |  |  |  |  |  |  |  |  |  |  |  |  |  |  |
|  |                                                    |  |  |  |  |  |  |  |  |  |  |  |  |  |  |  |
|  | Hilduin IV de Montdidier                           |  |  |  |  |  |  |  |  |  |  |  |  |  |  |  |
|  |                                                    |  |  |  |  |  |  |  |  |  |  |  |  |  |  |  |
|  |                                                    |  |  |  |  |  |  |  |  |  |  |  |  |  |  |  |
|  | Felicia de Roucy                                   |  |  |  |  |  |  |  |  |  |  |  |  |  |  |  |
|  |                                                    |  |  |  |  |  |  |  |  |  |  |  |  |  |  |  |
|  |                                                    |  |  |  |  |  |  |  |  |  |  |  |  |  |  |  |
|  | Alícia Adela de Roucy                              |  |  |  |  |  |  |  |  |  |  |  |  |  |  |  |
|  |                                                    |  |  |  |  |  |  |  |  |  |  |  |  |  |  |  |
|  |                                                    |  |  |  |  |  |  |  |  |  |  |  |  |  |  |  |
|  | Peronella d'Aragó                                  |  |  |  |  |  |  |  |  |  |  |  |  |  |  |  |
|  |                                                    |  |  |  |  |  |  |  |  |  |  |  |  |  |  |  |
|  |                                                    |  |  |  |  |  |  |  |  |  |  |  |  |  |  |  |
|  | Guillem VIII d'Aquitània                           |  |  |  |  |  |  |  |  |  |  |  |  |  |  |  |
|  |                                                    |  |  |  |  |  |  |  |  |  |  |  |  |  |  |  |
|  |                                                    |  |  |  |  |  |  |  |  |  |  |  |  |  |  |  |
|  | Guillem IX d'Aquitània                             |  |  |  |  |  |  |  |  |  |  |  |  |  |  |  |
|  |                                                    |  |  |  |  |  |  |  |  |  |  |  |  |  |  |  |
|  |                                                    |  |  |  |  |  |  |  |  |  |  |  |  |  |  |  |
|  | Hildegarda de Borgonya                             |  |  |  |  |  |  |  |  |  |  |  |  |  |  |  |
|  |                                                    |  |  |  |  |  |  |  |  |  |  |  |  |  |  |  |
|  |                                                    |  |  |  |  |  |  |  |  |  |  |  |  |  |  |  |
|  | Agnès de Poitiers                                  |  |  |  |  |  |  |  |  |  |  |  |  |  |  |  |
|  |                                                    |  |  |  |  |  |  |  |  |  |  |  |  |  |  |  |
|  |                                                    |  |  |  |  |  |  |  |  |  |  |  |  |  |  |  |
|  | Guillem IV de Tolosa                               |  |  |  |  |  |  |  |  |  |  |  |  |  |  |  |
|  |                                                    |  |  |  |  |  |  |  |  |  |  |  |  |  |  |  |
|  |                                                    |  |  |  |  |  |  |  |  |  |  |  |  |  |  |  |
|  | Felipa de Tolosa                                   |  |  |  |  |  |  |  |  |  |  |  |  |  |  |  |
|  |                                                    |  |  |  |  |  |  |  |  |  |  |  |  |  |  |  |
|  |                                                    |  |  |  |  |  |  |  |  |  |  |  |  |  |  |  |
|  | Emma de Mortain                                    |  |  |  |  |  |  |  |  |  |  |  |  |  |  |  |
|  |                                                    |  |  |  |  |  |  |  |  |  |  |  |  |  |  |  |
|  |                                                    |  |  |  |  |  |  |  |  |  |  |  |  |  |  |  |

Descendents
El 30 de gener de 1159 s'acordà el seu casament amb Mafalda de Portugal, però el matrimoni no es pogué celebrar per mort de la infanta portuguesa aquell mateix 1159. El 18 de gener de 1174 es casà amb Sança de Castella (1154-1208) a la catedral de Sant Salvador de Saragossa; d'aquest matrimoni nasqueren:
1. l'infant Pere d'Aragó (1174-1213), rei d'Aragó i comte de Barcelona;
2. la infanta Constança d'Aragó (v. 1179-1222), casada el 1198 amb Eimeric I d'Hongria i el 1210 amb Frederic II d'Alemanya;
3. l'infant Alfons d'Aragó (1180-1209), comte de Provença;
4. la infanta Elionor d'Aragó (1182-1226), casada el 1202 amb Ramon VI de Tolosa;
5. la infanta Sança d'Aragó (1186-v. 1241), casada el 1211 amb Ramon VII de Tolosa;
6. l'infant Sanç d'Aragó, mort jove;
7. l'infant Ramon Berenguer d'Aragó, mort jove;
8. l'infant Ferran d'Aragó (1190-1248), abat de Mont Aragón;
9. la infanta Dolça d'Aragó (1192-?), monja del monestir de Sixena.

## Lloc i data de naixement

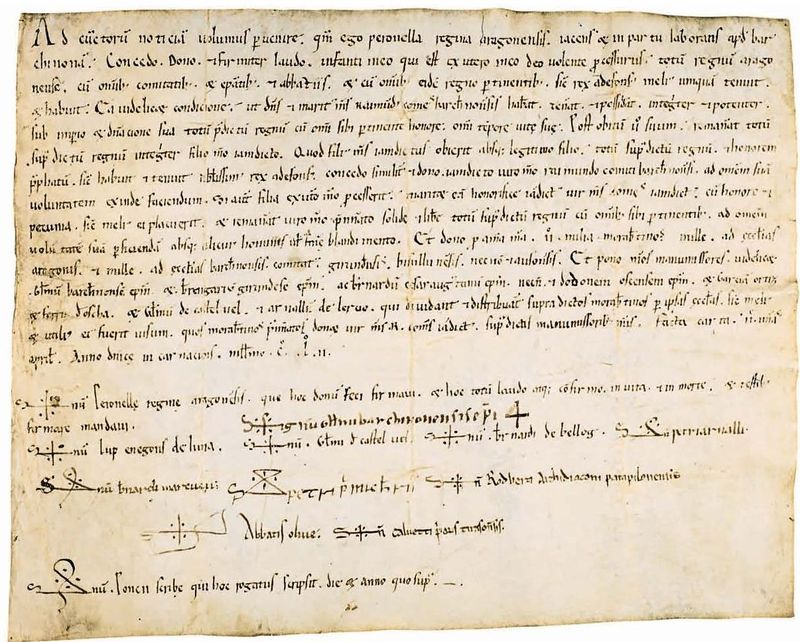
Testament de la reina Peronella, (4 d'abril del 1152) realitzat quan tenia 16 anys i estava de part: «iacens et in partu laborans apud Barchinonam, concedo, dono et firmiter laudo infanti meo qui est ex utero meo»

La data de naixença d'Alfons II d'Aragó ha estat motiu de controvèrsia a causa del fet que dos documents assenyalen dates diferents i que els fills de Ramon Berenguer IV i Peronella d'Aragó apareixen anomenats de diferents maneres al llarg del temps.
El setembre del 1137, el rei Ramir II d'Aragó donava a Ramon Berenguer IV la seva filla en matrimoni en els capítols matrimonials de Barbastre a fi de concebre un successor comú. Tretze anys després, el setembre del 1150 i quan Peronella arribà als 14 anys, l'edat mínima canònica per a poder contraure matrimoni, Ramon Berenguer IV i Peronella d'Aragó es casaren a Lleida.
- 1150, agost; Lleida. Ramon Berenguer IV ∞ Peronella Ramires[8]
  - 1. l'infant Pere (1152- abans de 1158)
  - 2. l'infant Ramon, (1157-1196); després «Alfons», rei d'Aragó i comte de Barcelona.
  - 3. l'infant Pere (1158-1181); després «Ramon Berenguer», comte de Cerdanya i de Provença.
  - 4. la infanta Dolça (1160-1198)
  - 5. l'infant Sanç (1161-1223); comte de Cerdanya, de Provença i de Rosselló

Prenent com a base el testament de Peronella de 1152 que aquesta dictà jaient enmig del part en un lloc a prop de Barcelona: «iacens et in partu laborans apud Barchinonam», l'historiador aragonès Jerónimo Zurita proposà (1562-1580) que qui havia nascut en aquest part del 4 d'abril del 1152 havia estat el futur rei Alfons II d'Aragó. A partir d'aleshores aquesta data de naixença atribuïda a Alfons esdevingué tradicional en tota la historiografia posterior, especulant-se que el lloc proper a Barcelona podria ser Sant Pere de Vilamajor.

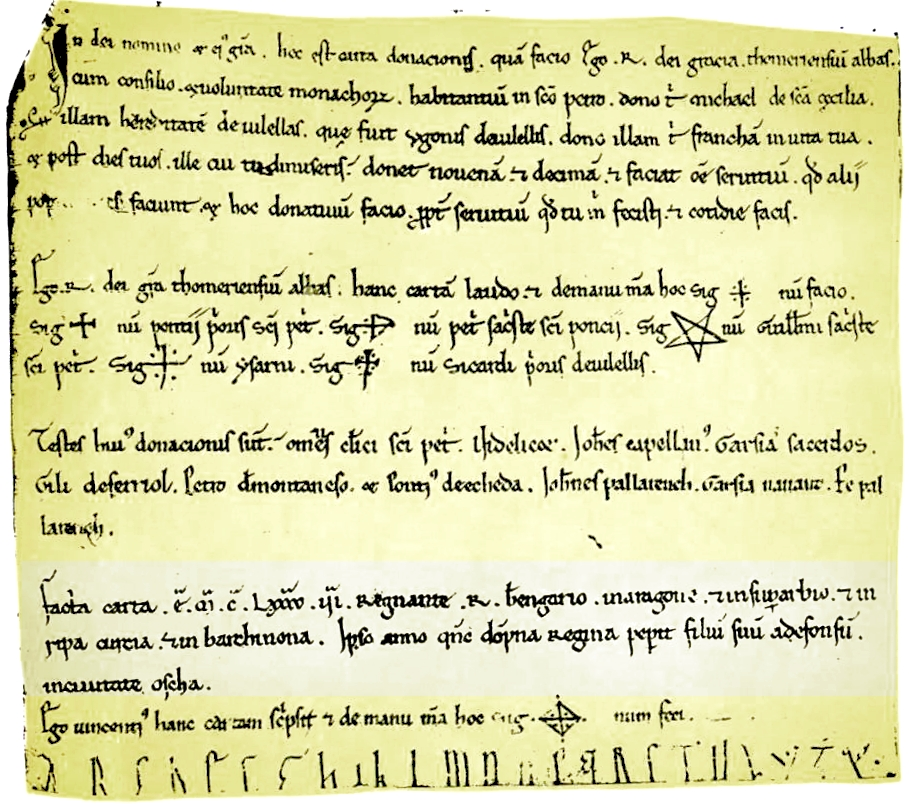
Carta de l'abat de Sant Ponç de Tomeres (1 a 25 de març de 1157): «ipso anno quando dompna regina peperit filium suum Adefonsum in civitate Oscha»

El 1951, però, el també historiador aragonès Antonio Ubieto Arteta posà en dubte la data de naixença d'Alfons II basant-se en una carta de donació de l'abat de Sant Ponç de Tomeres (Llenguadoc), l'escatocol de la qual afirmava que havia estat redactada l'any en què havia nascut Alfons: «Facta carta era Mª. Cª. LXXXXª. VIª., regnante Raimundo Berengario in Aragone et in Superarbio et in Ripacurcia et in Barchinona, ipso anno quando dompna regina peperit filium suum Adefonsum in civitate Oscha». Ubieto, per tant, deduí que el fill nascut del primer part de Peronella el 1152 seria l'infant Pere, que hauria mort poc després, i basant-se en la carta de l'abat de Sant Ponç, datava el naixement d'Alfons II entre l'1 de març i el 25 del 1158.
Però, el 1954, novament un altre historiador aragonès, Jaime Caruana Gómez Barreda, impugnà la teoria d'Antonio Ubieto al·legant que en l'abdicació de la reina Peronella (1164) en favor del seu fill primogènit Alfons, s'especifica que el seu pare l'havia anomenat Ramon «dono et laudo et concedo tibi, dilecto filio meo Ildefonso, regi aragonensi et comiti barchinonensi, qui in testamento eiusdem viri mei vocaris Raimundus», i assenyalant així mateix que en les clàusules del tractat de Lleida (maig del 1157) es pactava el casament del fill primogènit de Ramon Berenguer IV, i que en el tractat d'Haxama del febrer del 1158 s'especificava que Ramon era el fill primogènit de Ramon Berenguer IV: «Raimundo primogenito, filio dicti comitis». Aquests dos documents posaven en evidència que el fill a qui Ramon Berenguer IV anomenava Ramon i després fou anomenat Alfons havia nascut abans del maig del 1157, i que per tant la teoria d'Ubieto, que el feia néixer entre l'1 i el 25 de març del 1158, era incorrecta. Finalment, Jaime Caruana proposava la teoria que Alfons II d'Aragó hauria nascut entre l'1 i el 25 de març del 1154 (data equivalent al 1192 de l'era hispànica i el 1153 del còmput de l'encarnació utilitzats aleshores) aportant com a prova documental el Chronicon Dertusense, que assenyala que el rei Alfons nasqué en aquesta data: «Era M.C.X.C.II, anno M.C.L.III, in mense martio natus est Ildefonsus Rex».
Davant l'evidència de l'error comès, Antonio Ubieto redactà un nou treball el 1956, en el qual corregí la seva primera teoria situant el naixement, no el 1158, sinó entre l'1 i el 25 de març del 1157, i on concloïa que el Chronicon Dertusense estava equivocat, argumentant que el copista del Cronicó hauria transcrit malament la data, de manera que on escrigué «anno M.C.L.III» hauria d'haver escrit «anno M.C.L.VII». Paral·lelament, l'historiador català Joan-F. Cabestany es mostrà partidari de la teoria d'Ubieto, mentre que Ferran Soldevila i Martí de Riquer foren partidaris de la teoria de Jaime Caruana Gómez.

## L'accés al tron: el naixement de la Corona d'Aragó

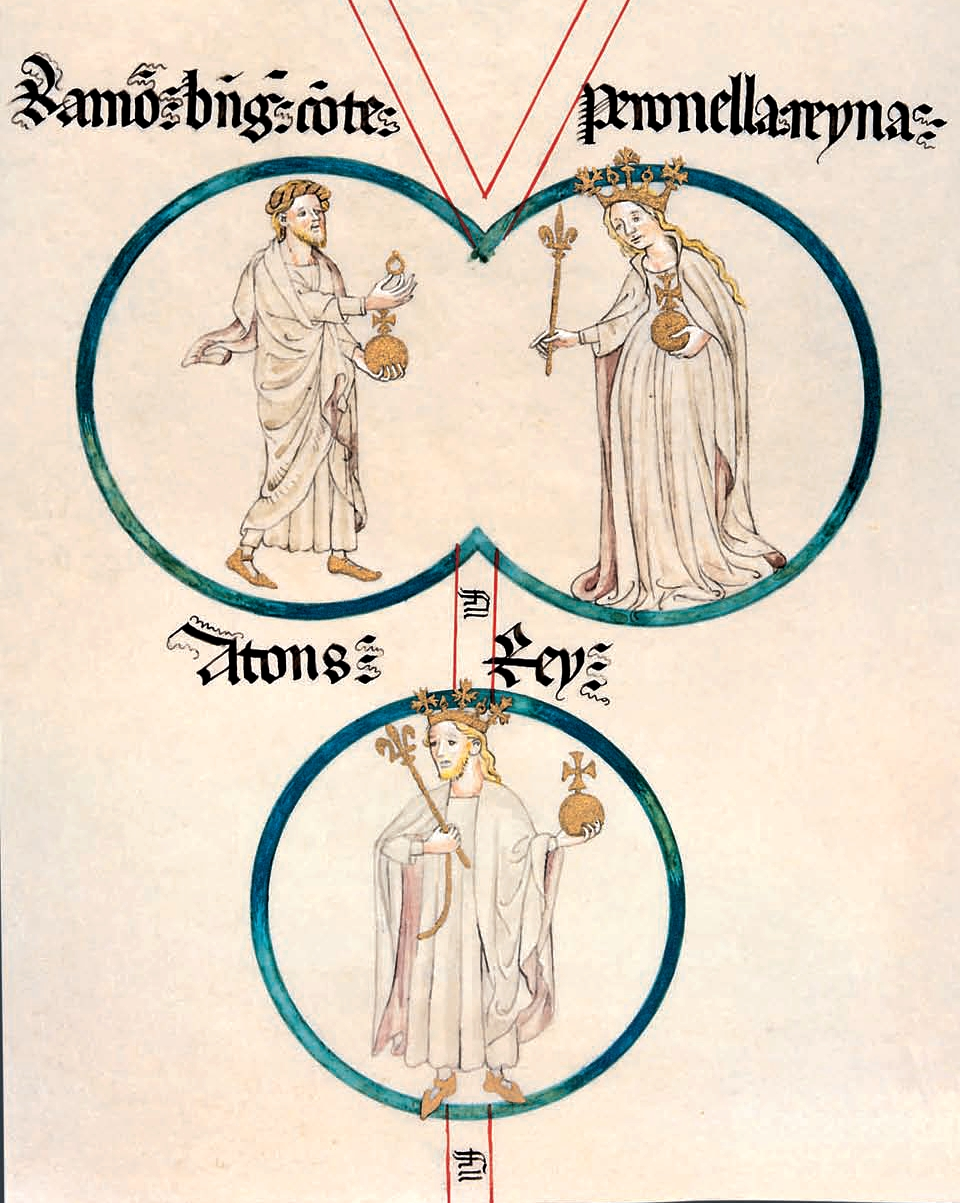
La doble ascendència del reis del casal d'Aragó, a la Genealogia del casal d'Aragó (Poblet, 1400)

Ramon Berenguer IV, comte dels barcelonins i príncep dels aragonesos morí sobtadament a Borgo San Dalmazzo el 7 d'agost del 1162; dictà oralment les seves darreres voluntats en el seu testament sacramental, deixant al seu fill primogènit «Ramon» (anomenat després rei Alfons II d'Aragó) tots els honors (propietats) que tenia a Barcelona, a Aragó i a tots els seus dominis, excepció feta del comtat de Cerdanya, que donava al seu segon fill «Pere» (anomenat després comte Ramon Berenguer IV de Provença), perquè els tingués en feu del seu germà major. I en cas de la mort de Ramon, allò que li havia donat seria per a Pere, i allò que havia donat a Pere seria per al seu tercer fill «Sanç». Deixà la tutoria i protecció durant la minoria d'edat dels seus fills al rei Enric II d'Anglaterra, el seu aliat en les guerres baussenques d'Occitània, però el govern efectiu dels dominis recaigué en el Consell de Regència (1162-1174). La lectura pública del testament es va fer en l'assemblea general d'Osca l'11 d'octubre del 1162.
Després de la mort del seu pare, Ramon va heretar ambdues unitats polítiques amb plenitud de titulació, i fou jurat solemnement el 24 de febrer del 1163 com a Alfons, comte de Barcelona. L'any següent, el 18 de juny del 1164, la seva mare, la reina Peronella d'Aragó, reafirmava el seu testament de 1152, realitzant una abdicació i donació pública del Regne d'Aragó al seu fill Alfons precisant «que en el testament del meu marit t'anomena Ramon». Finalment, l'11 de novembre del 1164 Alfons era jurat com a rei d'Aragó a Saragossa en una assemblea amb els magnats aragonesos. Però, tot i així, Alfons el Cast encara era menor d'edat, ja que no havia arribat als 20 anys, i no podia accedir al tron; per això, es constituí una regència integrada per magnats catalans i aragonesos, que dirigí la política del regne fins que Alfons el Cast es casà, obtenint la majoria d'edat, i pogué començar a regnar personalment. Mentrestant, la tutela d'Alfons va recaure en la pràctica en una tríada formada pel seu cosí Ramon Berenguer III de Provença, el gran senescal Guillem Ramon I de Montcada i el bisbe de Barcelona Guillem de Torroja; tot i que el tutor teòric, segons els pactes d'amistat amb Anglaterra, n'era el rei Enric II.

## La política occitana
El 1166, el seu tutor i cosí germà Ramon Berenguer III de Provença va morir al setge de la ciutat rebel de Niça, deixant només una filla, Dolça. La regència catalanoaragonesa, al·legant la manca de descendència masculina, va obtenir que el comtat de Provença passés a Alfons el Cast. Per conservar Provença, fou necessari vèncer els alçaments atiats a la Camarga i a Argença pels partidaris de Ramon V de Tolosa, els quals dominaven la plaça forta d'Albaron, que fou recuperada per la facció barcelonina amb l'ajut de la flota genovesa. El 1167, comptant amb el suport dels vescomtes de Montpeller, de l'episcopat provençal i de la casa de Baus (que havia abandonat la seva anterior política antibarcelonina) els regents catalanoaragonesos van poder considerar consolidat el domini sobre Provença.
El 1175, Alfons el Cast va signar el tractat de l'Emparança, pel qual es vinculava la vall d'Aran amb la corona.
Malgrat tot, el casal de Tolosa va continuar actuant en terres provençals fins que el 1176 Alfons el Cast concertà la pau de Tarascó amb Ramon V: a canvi del pagament de trenta mil marcs d'argent, el comte de Tolosa renunciava a les seves pretensions sobre Provença, el Gavaldà i el Carladès. Aquesta pau resultà en l'enfortiment a Occitània de la posició d'Alfons el Cast, el qual, entre 1168 i 1173, aprofitant el conflicte de Ramon V amb Enric II d'Anglaterra, va aconseguir el vassallatge de molts senyors occitans gràcies a la seva condició d'aliat d'Enric II.
Signada la pau de Tarascó, Alfons el Cast va poder dedicar-se a sufocar una nova revolta a Niça, i imposar-se a la part oriental de Provença. Tanmateix, comprenent que el comtat de Provença era una regió allunyada d'Aragó i Catalunya i, a més, envoltada de possessions del comte de Tolosa o de senyors de lleialtat dubtosa, Alfons el Cast va encomanar el govern de Provença al seu germà Ramon Berenguer, concedint-li'n el títol de comte, però només com a delegat –o "lloctinent"- seu, ja que Alfons continuava mantenint-se'n com a senyor.
Un cop assegurades les seves posicions a Occitània, Alfons el Cast va prendre la decisió d'anul·lar el vassallatge de Provença envers l'emperador Frederic Barba-roja admès el 1162 per Ramon Berenguer III de Provença a l'assemblea imperial de Torí. Així, el 1178, en l'acte de coronació, celebrat a Sant Tròfim d'Arle, de Frederic Barba-roja com a rei de Borgonya, hi assistí Ramon V de Tolosa, però no pas ni Alfons el Cast ni Ramon Berenguer IV de Provença. Per altra banda, en la crisi de la Santa Seu, Alfons el Cast va donar suport inequívoc al papa Alexandre III (1159-1181) en detriment dels antipapes promoguts per la facció imperial.
El 1181, la posició del casal de Barcelona a Occitània esdevingué crítica: després del vassallatge de Bernat Ató de Nimes i Roger Trencavelh a Alfons el Cast el 1179 (per tal d'evitar l'aplicació de les disposicions del tercer concili Laterà de 1179 sobre confiscació dels béns dels càtars), el comte Ramon V de Tolosa els va desposseir dels seus dominis, va envair les terres del vescomte de Narbona i féu assassinar Ramon Berenguer IV de Provença el 5 d'abril a prop de Montpeller. Llavors, Alfons el Cast nomenà comte de Provença el seu germà Sanç, però hagué de destituir-lo el 1185 per haver fet tractes il·lícits amb Tolosa i amb Gènova. Tanmateix, la situació va acabar fent un tomb favorable als interessos d'Alfons el Cast: d'una banda, el 1189 partiren cap a la croada de Terra Santa l'emperador Frederic Barba-roja, el rei Ricard Cor de Lleó (fill i successor d'Enric II d'Anglaterra, que havia trencat la política del seu pare aliant-se amb el comte de Tolosa) i el rei Felip II August de França (que a Occitània, igual com el seu pare Lluís VII de França, es mostrà sempre favorable a Ramon V de Tolosa contra Enric II). Per altra banda, Ramon V no va poder vèncer la revolta comunal de Tolosa, que convertí la ciutat en una república municipal governada per cònsols. En aquesta conjuntura, Alfons el Cast va poder concertar amb Ramon V de Tolosa una pau en els mateixos termes de 1176 i, doncs, consolidar a Occitània un extens domini amb el vassallatge, i amb diverses possessions pròpies com ara Provença, Milhau, Gavaldà i Roerga. El vassallatge incloïa els marquesos de Busca, al Piemont, i els vescomtes de Montpeller; així com el reconeixement per part dels comtes de Rasès, els de Carlat, els de Foix, els de Bigorra, pels vescomtes de Nimes, els de Besiers, Carcassona i Bearn, de tenir els seus dominis en feu del rei d'Aragó.
El 1192, després del retorn de la croada, Ricard Cor de Lleó s'alià amb Ramon V de Tolosa contra Alfons el Cast, entès amb el comte de Foix. Però el rei català, per la seva banda, aconseguí enfortir les seves posicions al Llenguadoc el 1193 concertant el matrimoni del seu fill Alfons amb Garsensa, filla de Guillem VI de Forcalquier, antic aliat de Ramon V de Tolosa. Finalment, la pau de 1195 entre Alfons el Cast i Ramon VI de Tolosa, fill i successor de Ramon V, va posar fi a aquest conflicte sense alterar gens la correlació de forces entre els poders constituïts a Occitània. Segurament fou motivada per les pors a la consolidació dels reis francesos al nord.

## La política peninsular

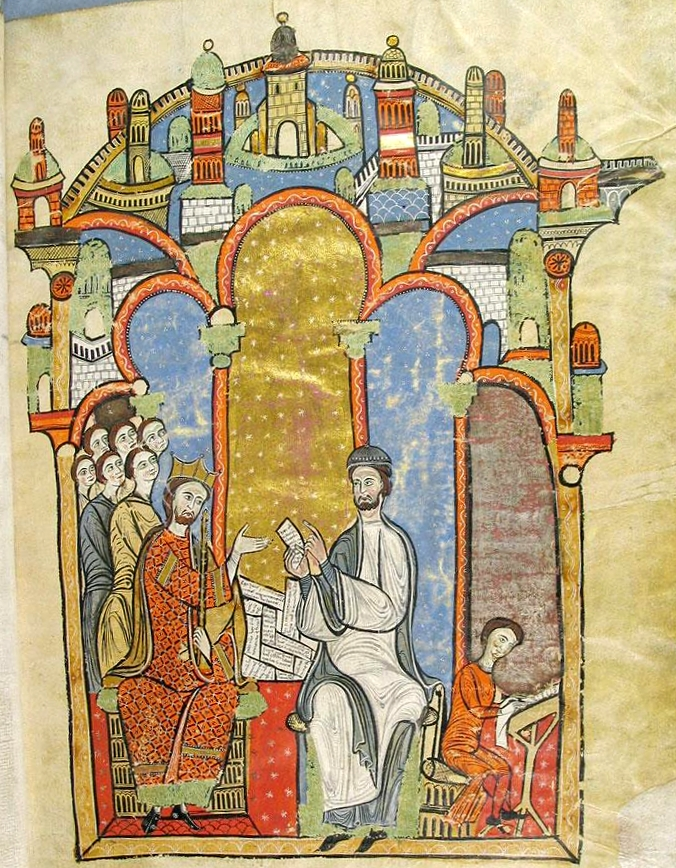
Una de les il·lustracions del Liber feudorum maior que representa el rei Alfons II d'Aragó el Cast i el compilador d'aquesta obra, el jurista Ramon de Caldes

A la península Ibèrica, àmbit d'actuació que, en temps d'Alfons el Cast, va ocupar una posició secundària respecte d'Occitània, el rei d'Aragó va implicar-se en el joc polític dels regnes cristians, per tal d'intentar realitzar un objectiu aragonès com era la reannexió del Regne de Navarra, separada d'Aragó a la mort del rei Alfons el Bataller (1134); per altra banda, Alfons el Cast també va dirigir atacs contra al-Àndalus, ja fos per obtenir-hi tributs o guanys territorials.
El 1162, a Ágreda, reprenent unes negociacions encetades per Ramon Berenguer IV, la regència catalanoaragonesa concertà una aliança d'Alfons el Cast amb Ferran II de Lleó per repartir-se el Regne de Navarra. El 1168, però, va haver d'establir-se una treva amb Sanç VI de Navarra; llavors, havent quedat lliure el front navarrès, es va iniciar un atac contra Castella, el fracàs del qual dugué a la pau perpètua de Sahagún, el 1170, entre Alfons VIII de Castella i Alfons el Cast; a més, posant en pràctica un acord estipulat al tractat de Tudellén el 1156, el rei d'Aragó hagué de casar-se amb Sança de Castella el 1174 (any en què també fou armat cavaller), tia d'Alfons VIII, i filla d'Alfons VII de Castella.
A al-Àndalus, tot i que el rei Zayyan ibn Mardanix de València, assetjat pels cristians i pels almohades, s'havia fet tributari d'Aragó, el 1169 la regència va emprendre la conquesta del Matarranya, seguida de l'ocupació dels territoris al sud d'Aragó on, el 1171, va fundar-s'hi Terol, base per a possibles atacs contra València, mentre que a Catalunya, entre 1169 i 1170, calgué reprimir un alçament sarraí a la serra de Prades. Per defensar aquests territoris, hi fundà l'orde d'Alcalá de la Selva, cap al 1174, tot i que l'orde militar no tingué mai una activitat gaire rellevant.
El 1172, mort Ibn Mardanis, Alfons el Cast assetjà València, on concertà una aliança amb el nou rei sarraí a canvi de duplicar el tribut a pagar; així, el rei d'Aragó, d'acord amb l'emir de València, atacà Xàtiva i Múrcia, d'on, tanmateix, va haver de retirar-se arran d'una incursió de Navarra a les fronteres d'Aragó.
La pau de Sahagún de 1170, així com el més gran poder territorial de Castella, supedità l'actuació peninsular d'Alfons el Cast als designis d'Alfons VIII; d'aquesta manera, a canvi d'haver col·laborat en la conquesta de Conca el 1177 per Castella (fet que bloquejava les futures possibilitats expansives d'Aragó) Alfons el Cast només va obtenir del rei castellà la renúncia al vassallatge aragonès per Saragossa, que Alfons VII de Castella havia imposat a Ramon Berenguer IV. Pocs anys després, en la negociació de la futura expansió cap al-Àndalus, al tractat de Cazola de 1179 Alfons el Cast va haver de cedir la conquesta de Múrcia a Castella, a canvi, únicament, que Alfons VIII suprimís el vassallatge dels reis d'Aragó per València i Dénia, un cop les conquerissin. Ferran Soldevila, veient en aquest tractat la causa que Múrcia, ocupada per Jaume I al segle xiii, acabés sent castellana, atribueix la renúncia a un territori situat en l'àrea de conquesta catalanoaragonesa per l'anterior tractat de Tudellén (1156), a la major importància que, per a Alfons el Cast, tenia l'actuació a Occitània, per sobre de la possible annexió futura de territoris islàmics.
Entre 1181, quan va conquerir Villel i 1186, Alfons el Cast va concentrar tots els seus esforços a Provença i a la Mediterrània, on, a part de negociar, sense èxit, amb el rei de Sicília organitzar una expedició contra Mallorca, cau de pirates sarraïns situat en la ruta entre Catalunya i el Magrib, va ajudar la casa de Baus a adquirir, a Sardenya, el domini del jutjat d'Arborea.
Quan va reprendre la seva participació en els afers peninsulars, Alfons el Cast va distanciar-se d'Alfons VIII; el rei de Castella havia abandonat una aliança pactada amb el rei d'Aragó per repartir-se Navarra, un cop aconseguí annexionar-se la Rioja, a més, mantenia pretensions territorials a les fronteres aragoneses i, finalment, havia fet tractes amb l'emperador Frederic Barba-roja, enemic a Provença del casal de Barcelona. Per això, el 1190 Alfons el Cast va arribar a una entesa amb Navarra, i l'any següent s'afegiren a l'aliança anticastellana els regnes de Lleó i Portugal. Tanmateix, després de la derrota d'Alfons VIII en la batalla d'Alarcos el 1195, contra els almohades (tribu africana islamitzada que s'havia apoderat d'al-Àndalus i el Magrib després de la disgregació de l'imperi dels almoràvits) la consciència de tots els regnes cristians peninsulars d'estar davant d'un perill major, i les indicacions del papa Celestí III, desitjós d'unir forces contra l'islam, impel·liren Alfons el Cast a negociar una operació conjunta de tots ells contra els musulmans, motiu pel qual arribà a anar de romeria a Santiago de Compostela. Aquesta, però, trigaria un anys
a realitzar-se i es produiria ja durant el regnat de Pere I el Catòlic.

## El poder comtal i els llinatges catalans
L'hegemonia del casal de Barcelona sobre les altres nissagues comtals catalanes, base de l'estructuració política de Catalunya durant el segle xii, represa per Ramon Berenguer III (1097-1131) i afirmada, tal com s'ha exposat, per Ramon Berenguer IV (1131-1162), va consolidar-se definitivament en temps d'Alfons el Cast (1162-1196) i Pere I el Catòlic (1196-1213) amb les annexions dels comtats de Rosselló (1172) i Pallars Jussà (1192) i la supeditació al poder reial català de les cases comtals supervivents: Empúries, Pallars Sobirà i Urgell.
A Rosselló, l'època del comte Gausfred III (1113-1164) fou un període turbulent a causa dels atacs dels pirates sarraïns, com també de les males relacions amb el comte Ponç Hug I d'Empúries (1116-1154), a causa de les seves ambicions territorials sobre Rosselló. Per això, en el conflicte emporitanobarceloní de 1128, el comte de Rosselló es posà de part de Ramon Berenguer III; per altra banda, després d'un breu període de treva, el 1147, Gausfred III i Ponç Hug I s'enfrontaren de nou pel domini del castell de Requesens.

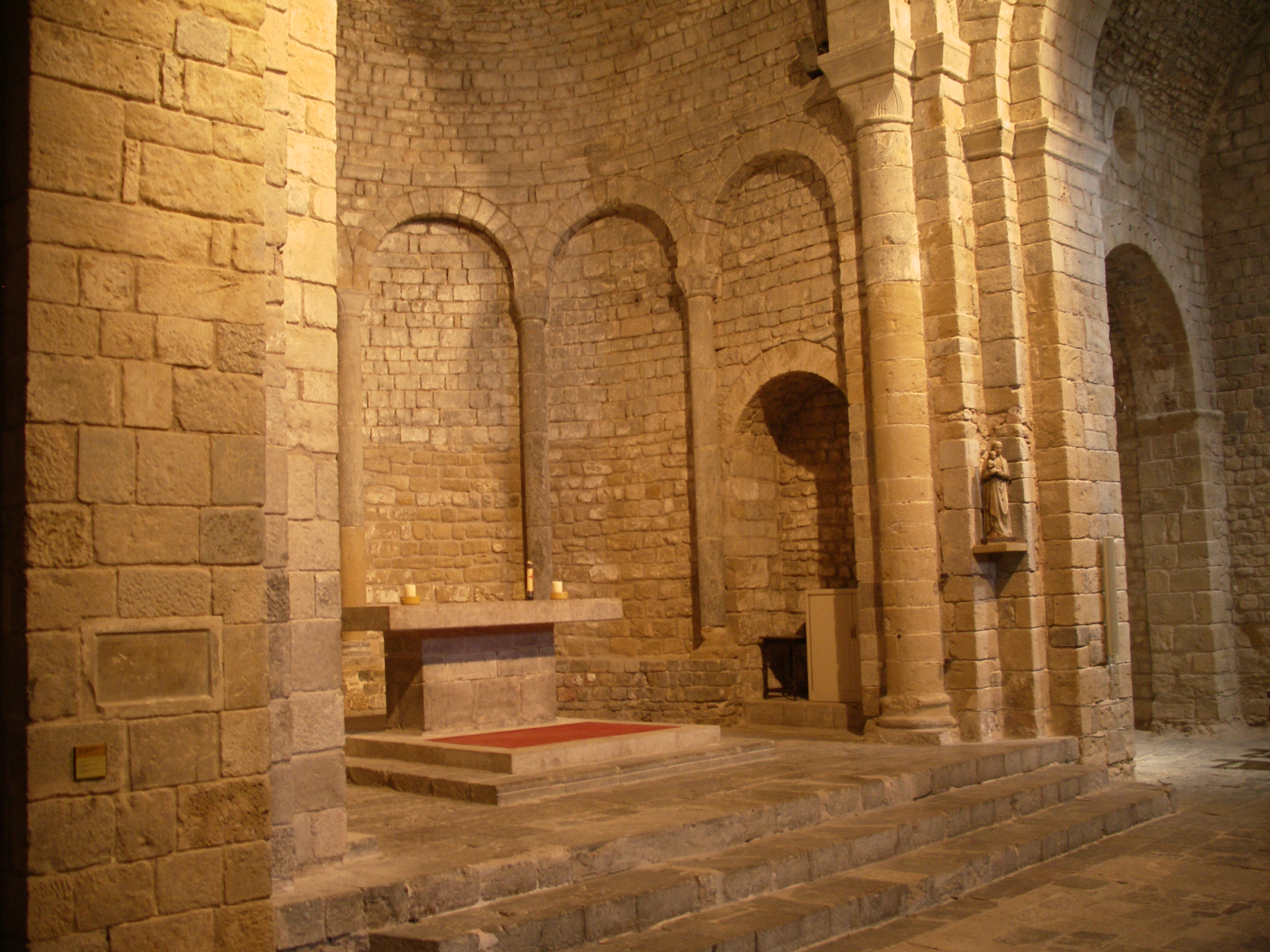
Absis de S. Maria de Vilabertran, amb la tomba de les entranyes del rei al pilar de l'Evangeli.

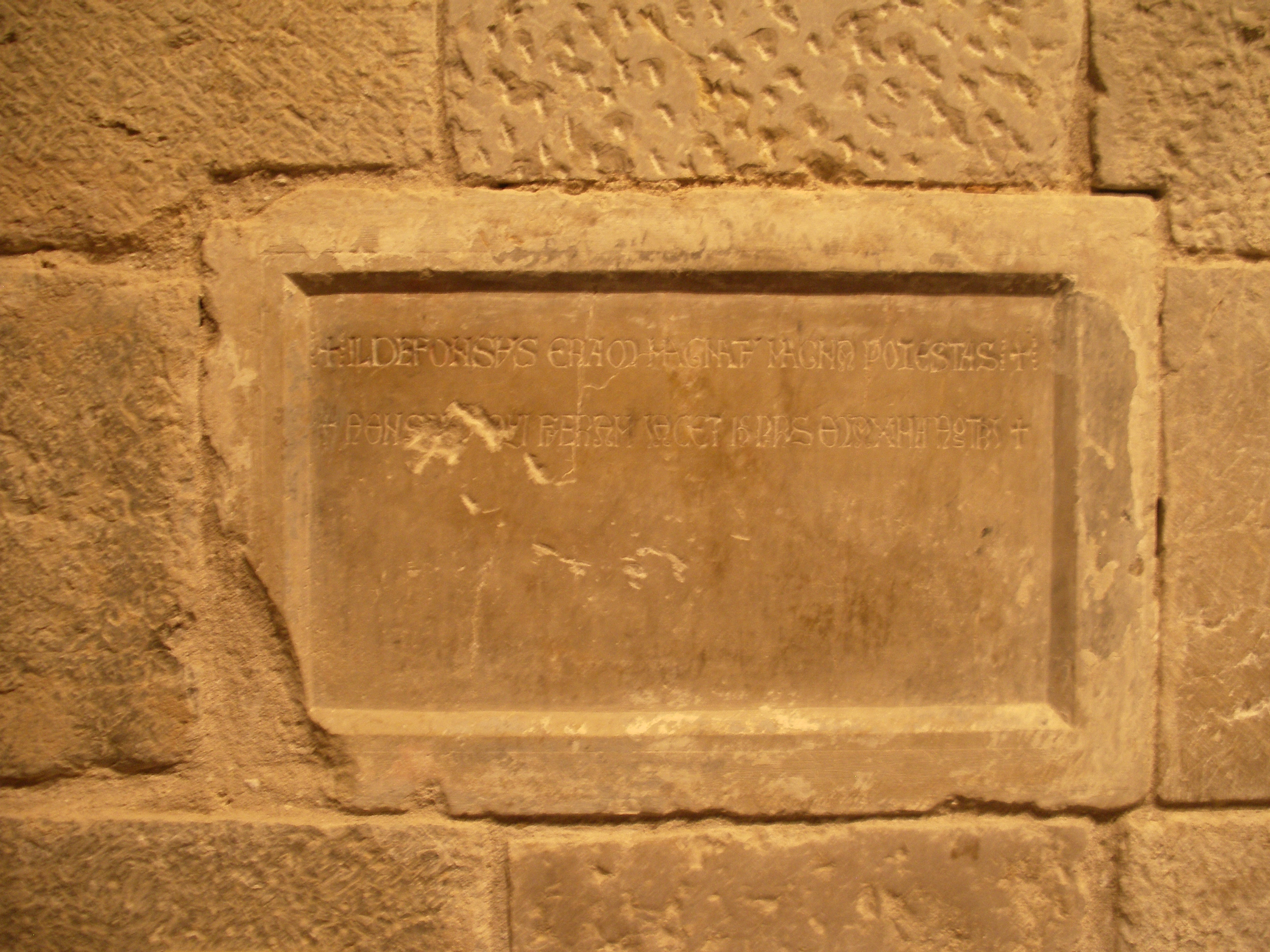
Làpida de la tomba de les entranyes d'Alfons I a Vilabertran.

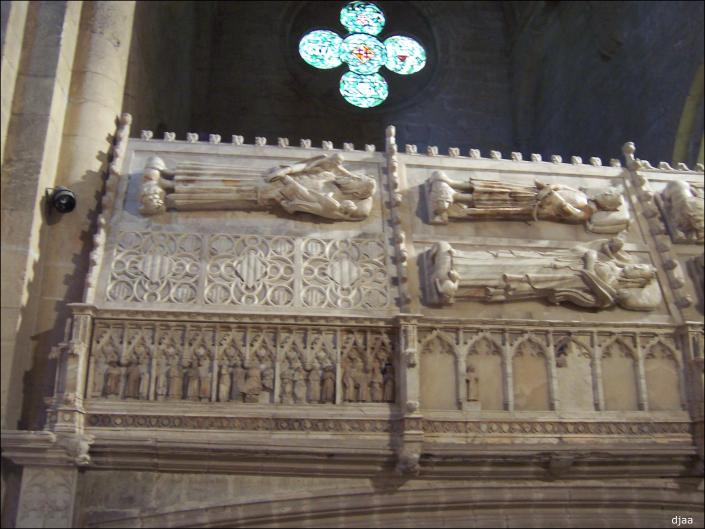
Tomba d'Alfons el Cast a Poblet.

La crisi política rossellonesa s'accentuà amb la revolta de Girard contra el seu pare, Gausfred III. Aquest va poder conservar el comtat gràcies a l'ajuda d'Hug III d'Empúries (1154-1175), favorable, a diferència de Ponç Hug I, a l'entesa amb la nissaga de Rosselló. El 1162, però, Gausfred III va reconciliar-se amb el seu fill; Girard obtingué el senyoriu sobre Perpinyà i fou reconegut de nou com a hereu del comtat.
Girard II de Rosselló (1164-1172), malalt i sense fills, deixà el comtat en herència a Alfons el Cast, decisió presa, segons manifestà el comte, d'acord amb el consell dels seus súbdits. En els cercles polítics rossellonesos, davant de l'extinció de la nissaga comtal, es devia haver jutjat més convenient unir-se al domini reial català, que no pas considerar els drets d'Hug III d'Empúries sobre Rosselló, per la descendència de les dinasties comtals emporitana i rossellonesa d'un tronc comú: el dels antics comtes d'Empúries-Rosselló dels segles IX i x, Sunyer II (862-915), Gausbert (915-931) i Gausfred I (931-991), a la mort del qual, els seus fills, Hug I d'Empúries (991-1040) i Guislabert I de Rosselló (991-1014), s'havien repartit el domini reconeixent-se, però, certs drets comuns sobre la totalitat de l'antic patrimoni.
Comptant, doncs, amb el suport de l'aristocràcia local, el 1173, després de mort Girard II, Alfons el Cast convocà una assemblea de magnats rossellonesos a Perpinyà, on el rei va establir-hi uns estatuts de pau i treva vàlids per a tot el comtat de Rosselló i tota la diòcesi d'Elna.
Al Pallars Jussà, el comte Arnau Mir (1124-1174), en temps d'Alfons el Bataller, s'havia mogut en l'òrbita del rei d'Aragó i, després de la retirada de Ramir II (1137), en les negociacions de la qual havia pres part, va ser un fidel aliat de Ramon Berenguer IV -participà en les expedicions d'Almeria, Lleida i Tortosa- i, després, d'Alfons el Cast, que li confià la ciutat de Fraga. El fill i successor d'Arnau Mir, Ramon VI (1174-1177), ignorà la disposició testamentària del seu pare de reconèixer l'alta senyoria de l'orde de l'Hospital sobre Pallars Jussà; però poc després va morir deixant una única hereva menor d'edat, la seva filla Valença, posada sota tutela d'Alfons el Cast. Al seu torn, però, Valença va morir sense fills, i el comtat passà a Dolça de So, cosina germana d'Arnau Mir, la qual, el 1192, féu donació del comtat a Alfons el Cast.
En aquest context d'enfortiment del poder monàrquic català creat per la nissaga comtal barcelonina, el comtat de Pallars Sobirà no fou gaire més que un reducte muntanyenc aïllat, sense importància dins de Catalunya, tal com, seguint Sobrequès, es dedueix de les poques notícies que se'n tenen durant el segle xii: del comte Artau III (1124?-1167?), només se'n sap que era fill del seu antecessor Artau II (1081-1124?), captiu durant uns quants anys dels sarraïns, i que la seva dona es deia Agnès; no hi ha pràcticament cap menció del comte Artau IV (1167?-1182?); el seu fill, Bernat II (1182?-1199), no va intervenir per a res en la successió del Pallars Jussà, que culminà en la integració d'aquest comtat en el domini barceloní. Bernat II, a la seva mort, només deixà una filla, Guillelma (1199-1229), la qual, després de vendre el comtat al seu marit, a Roger de Comenge, es féu monja; amb la qual cosa, no havent tingut fills Guillelma, s'inicià una nova nissaga pallaresa, formada pels descendents de Roger i la seva segona esposa. Tal com observa Ferran Valls i Taberner, la inexistència de cap document sobre el Pallars Sobirà entre 1205 i 1217 mostra l'aïllament del comtat.
En el cas d'Empúries, a partir de 1172, envoltada a tot arreu per dominis reials com eren Girona, Besalú i Rosselló, el comte Ponç Hug II (1175-1200), que, igual que el seu pare Hug III (1154-1175), patí dificultats econòmiques agreujades per les fams i pestes de 1193, assistí a l'assemblea de magnats convocada a Girona el 1197 pel rei Pere el Catòlic; la nissaga emporitana va passar a actuar, doncs, no ja com un poder independent del casal barceloní, com fins llavors havia fet, sinó com un més dels clans aristocràtics de Catalunya.
El comte Ermengol VI d'Urgell (1102-1154), per la seva estreta col·laboració amb Ramon Berenguer IV, obtingué un terç del territori conquerit a Lleida, repoblada per urgellencs. El seu fill i successor, Ermengol VII (1154-1184) seguí l'orientació peninsular de la nissaga urgellenca, iniciada pel seu avi Ermengol V (1092-1102), i féu llargues estades a la cort de Ferran II de Lleó, on es guanyà la confiança del rei; mentrestant, a Urgell, en absència del comte, la casa vescomtal de Cabrera s'acostumà a regir el comtat al seu albir; per això, el comte Ermengol VIII (1184-1209) hagué d'enfrontar-se, entre 1190 i 1195, a una revolta del vescomte Ponç III de Cabrera, que només pogué dominar gràcies a l'ajuda d'Alfons el Cast; a partir d'aquest moment, la intervenció del rei sempre fou necessària per a defensar els interessos de la casa comtal urgellenca: Pere el Catòlic vencé l'alçament dirigit contra el comte Ermengol VIII per la casa vescomtal de Castellbò, aliada dels comtes de Foix, igual com, a la mort del comte (1209), fou el rei el garant dels drets successoris de la seva filla –i única hereva- Aurembaix, menor d'edat, en detriment de les pretensions de Guerau IV de Cabrera sobre el comtat.

## El rei i la noblesa
Alfons el Cast va dur a terme la doctrina jurídica dels Usatges de Barcelona que avalava l'autoritat suprema del príncep per damunt de qualsevol altre poder; és a dir, aliena a qualsevol tipus de dret feudal. Va començar a aplicar-la a l'Assemblea de Pau i Treva de la Fondarella el 1173, fent-hi aprovar uns estatuts en què el rei es definia no pas com a senyor de vassalls sinó com a potestat sobirana que manté l'ordre públic, imposant el respecte a la pau en tot el seu territori des de Salses fins a Tortosa i Lleida. Aquesta definició geogràfica incloïa, doncs, els comtats encara independents: Empúries, Pallars Jussà, Pallars Sobirà i Urgell, sobre els quals també s'atribuïa autoritat, tal com ho establien els Usatges. En el mateix sentit d'afermar el seu poder reial, va prohibir la datació dels documents catalans segons l'any de regnat dels reis francs.
La pau i treva havia nascut al segle xi de la confluència dels interessos de l'Església i dels pagesos, víctimes de la violència feudal. Tanmateix, aviat se'n va apropiar el poder comtal, i així, si a l'Assemblea de Toluges de 1027 només hi havien acudit prelats i camperols, les assemblees de Barcelona de 1064 i Girona de 1068 foren presidides per Ramon Berenguer I. El poder comtal va continuar utilitzant la pau i treva, limitadora de les prerrogatives dels clans nobiliaris a causa de la seva interdicció de la violència, per afirmar el seu poder, com ho féu Ramon Berenguer III a Olèrdola el 1108 i a la Cerdanya el 1118, o Ramon Berenguer IV el 1134, quan, per garantir els privilegis atorgats als cavallers del Temple, presidí una assemblea de pau i treva juntament amb l'arquebisbe Oleguer. Així doncs, l'assemblea de la Fondarella no és sinó el final del procés de conversió de la pau i treva en un instrument del poder regi.
Alfons el Cast va obligar els barons i els castlans a ratificar els estatuts de la Fondarella que, en consonància amb els orígens eclesiàstics de la pau i treva, conferien als bisbes una important funció jurisdiccional: la potestat de convocar els caps de família per combatre els malfactors, sense dotar-los pas, tanmateix, de mitjans coercitius. Per això, el rei va crear les vegueries, districtes governats per un veguer, nomenat pel monarca entre persones sense vincles familiars amb els barons i castlans de la zona; i així, va vertebrar-se la primera administració local de Catalunya. Jutges, batlles i intendents s'encarregaren de fer arribar l'autoritat sobirana al territori.
El monarca va imposar la seva autoritat sobre els clans aristocràtics no sols potenciant la pau i treva, sinó també afirmant els seus drets de propietat sobre determinades fortaleses posseïdes pels barons, els quals pretenien tenir-les en alou i no pas com a feudataris del rei. Així, per exemple, un noble de nom Pere, el 1180, respongué a les demandes del rei sobre el castell de Lluçà afirmant que la seva família l'havia tingut sempre en propietat; Alfons el Cast reeixí a fer valer el seu dret demostrant que Guisald de Lluçà, avantpassat de Pere, havia obtingut el castell en feu de Ramon Berenguer I. Aquesta demostració fou possible perquè el rei havia organitzat un arxiu sobre els seus dominis classificat per castells i llinatges, el qual fou la base per a la redacció vers el 1190 del gran cartulari dit Liber domini regis, conegut avui dia pel nom que rebé al segle xiv: Liber feudorum maior. El redactor fou el fidel administrador del rei i degà de la catedral de Barcelona Ramon de Caldes. Així doncs, Alfons el Cast legitimava els seus drets sobre les fortaleses mitjançant procediments legals basats en la prova escrita, i no pas en la pràctica feudal d'imposar convenientiae als barons; en contrast, doncs, amb la política seguida pel seu rebesavi Ramon Berenguer I a partir de 1060; com tampoc, el rei no va recórrer a l'ordalia del duel judicial.
Aquesta afirmació del poder monàrquic, duta a terme a Catalunya durant la segona meitat del segle xii, va completar-se amb la reforma del govern reial a partir de 1178, pels administradors al servei d'Alfons el Cast, Ramon de Caldes i Guillem de Bassa. Aquests oficials de cort, procedents no pas del medi social dels grans magnats, sinó dels grups d'escrivans, batlles i comptables, reorganitzaren l'administració del patrimoni reial mitjançant un control més estricte dels batlles locals. Es va desenvolupar tot un sistema fiscal i governatiu fent que els intendents presentessin els seus comptes al computum de Barcelona. Aquest fou un progrés evident respecte dels temps de Ramon Berenguer IV (que, el 1151, havia fet redactar uns inventaris del patrimoni comtal –uns capbreus-, útils només per a avaluar els recursos disponibles, però sense gens d'interès per a controlar la gestió dels batlles). L'existència, després de la reforma de 1178, d'una administració més eficaç va permetre al rei finançar la seva política amb els seus propis recursos, sense necessitat de recórrer al crèdit ni de manllevar diners als barons, a diferència de la pràctica seguida durant la minoria d'edat d'Alfons el Cast i els primers anys del seu regnat efectiu.
Pel que fa a la política monetària d'Alfons el Cast, aquesta sempre va consistir a tendir a l'anivellament dels diversos valors que circulaven per Catalunya, Provença i Aragó, tot i mantenir les diverses tipologies. El billó de Barcelona, per exemple, fou reanivellat a llei quaternar.

## La reacció nobiliària
La instauració a Catalunya del tipus de principat regalista definit als Usatges de Barcelona havia de provocar, necessàriament, l'oposició dels nobles, que veien limitat el seu poder pel nou sistema monàrquic català. Per això, tot i comptar amb una autoritat indiscutible, gràcies als guanys i al botí obtingut pels barons catalans i aragonesos arran de la conquesta de la Catalunya Nova, Ramon Berenguer IV va considerar necessari prendre una important precaució política: no promulgar els Usatges, sinó atribuir-los falsament als seus besavis Ramon Berenguer I i Almodis; així, la base jurídica del poder monàrquic bastit a Catalunya pel casal de Barcelona no es presentava pas com una llei nova, sinó com un codi existent d'antic.
En la seva actuació política a Occitània i a la península Ibèrica, Alfons el Cast no va aconseguir cap conquesta territorial comparable a les de Ramon Berenguer IV. Per això, la seva política reialista, plasmada als estatuts de la Fondarella de 1173, va topar amb el rebuig de les aristocràcies catalana i aragonesa. Els nobles, descontents, arribaren a l'extrem d'utilitzar com a instrument d'oposició al monarca la figura d'un home que, a Aragó el 1174, afirmava ser el rei Alfons el Bataller, el conqueridor de Saragossa. Aquest impostor, després de moure's per terres aragoneses, vers 1178-79 fugí a Occitània; al final, Alfons el Cast va aconseguir capturar-lo, i el féu penjar a Barcelona; arran d'aquest fet, nobles catalans, com ara el trobador Bertran de Born va arribar a acusar el rei d'haver fet penjar el seu besoncle, calúmnia repetida també, vers 1190-94, per Guiraut del Luc, que, a més, va atribuir a Alfons el Cast actituds criptomusulmanes. Com és obvi, entre les nobleses de Catalunya i Aragó, no podia haver-hi ningú capaç de creure de bona fe que l'home penjat a Barcelona fos realment Alfons el Bataller; per una banda, el 1134, la mort del rei d'Aragó ningú no l'havia posada en dubte i, per altra, Alfons el Bataller (1104-1134), el 1174, hauria tingut més de vuitanta anys, edat força avançada per a les expectatives de vida de l'època; per tant, les acusacions contra el rei tenien un rerefons polític.
L'oposició nobiliària a un poder monàrquic autoritari, però que no aporta territoris i botí als aristòcrates, amb el cas del pseudo-Alfons el Bataller com al seu episodi més pintoresc, va traduir-se en un rebuig frontal als estatuts de pau i treva. El 1176, fou assassinat el vescomte Ramon Folc de Cardona, un dels partidaris de la pau i treva; tot seguit, als seus dominis es donà tal caos que l'abat de Cardona no va poder assistir a un sínode a Urgell; també morí violentament, el 1194, l'arquebisbe de Tarragona Berenguer de Vilademuls, defensor, igual que el vescomte de Cardona, de la pau i treva, l'aplicació de la qual a Urgell, el 1187 pel comte Ermengol VIII seguint el consell d'Alfons el Cast, havia fracassat per l'oposició dels barons locals.
A l'assemblea de pau i treva de Girona de 1188, els magnats aconseguiren modificar els estatuts de la Fondarella imposant al rei la promesa de nomenar de Salses a Tortosa i Lleida veguers únicament catalans –el 1183, Alfons el Cast havia confiat el càrrec de veguer de Cerdanya-Conflent al noble aragonès Pedro Jiménez de Urrea- així, limitaven les possibilitats del monarca de trobar persones alienes als clans aristocràtics catalans a qui nomenar veguer. Aquesta concessió, tanmateix, resultà insuficient per a apaivagar l'oposició nobiliària; el 1192, calgué publicar a Barbastre els acords de pau i treva de l'assemblea de Barcelona, on l'exigència als barons d'observar la pau es fonamentava en la legislació dels Usatges, contrariant la posició nobiliària manifestada en l'assemblea de Girona el 1188.

## Obra literària
Quant al seu vessant cultural, tingué fama d'acollir generosament els trobadors a la seva cort i de fomentar el seu art, fins i tot escrivint ell mateix algunes composicions. S'han conservat dues peces que se li atribueixen: una cançó i un partiment amb Giraut de Bornelh. La Vida que figura en els cançoners diu el següent:
| « | El rei d'Aragó, aquell que va trobar, s'anomenava Alfons; i va ser el primer rei d'Aragó, fill d'en Ramon Berenguer, que fou comte de Barcelona, que conquerí el Regne d'Aragó i el va prendre als sarraïns. Va anar-se a coronar a Roma; i quan tornava, va morir a Polmon, al burg de sant Dalmaci. I son fill fou fet rei, Alfons, que fou pare del rei Pere, el qual fou pare del rei Jaume. | » |

### Composicions
- (23,1)[24] Per mantas guizas m'es datz
- (23,1a = 242,22) Be me plairia, senh'En Reis (tençó amb Giraut de Bornelh)

## Títols i successors
En el seu testament, donat a Perpinyà el desembre de 1194, Alfons el Cast disposà que a la seva mort, esdevinguda el 25 d'abril de 1196, els regnes havien de repartir-se entre els seus dos fills: Aragó i Barcelona per al seu fill Pere, i Provença pel seu fill Alfons (juntament amb els comtats de Millau i Gavaldà), el qual ja estava involucrat en el govern d'aquestes terres des del 1189.
Amb aquesta disposició testamentària, ultra dotar d'un domini el seu fill petit, el rei sancionà la necessitat de Provença de disposar, per la seva llunyania, d'un governant propi. El 1185, després d'haver destituït, per traïció, el seu germà Sanç, Alfons el Cast ja havia nomenat Alfons nou comte de Provença, però com que era menor d'edat el rei encomanà el govern provençal a procuradors com foren Roger Bernat de Foix (1185-1188), Barral de Marsella (1188-1192) i Lope Ximénez.
Fins i tot la seva mort la va programar com un acte d'enfortiment de la sobirania reial: Alfons va escollir com a panteó de la monarquia que ell iniciava el nou monestir de Poblet.
- A l'agost del 1162: Ego Adefonsus, Dei gratia Aragonensium rex, filius Raimundi Berengarii, comes Barchinonensi et princeps Aragonensi … Signum regis + Ildefonsi[25]
- A 7 de febrer del 1163: Ego Ildefonsus, gratia Dei rex Aragonensis et comes Barchinonensis, filius qui fui domini venerabilis Raimundi Berengari, comitis Barchinonensis et principis Aragonensis et uxoris eius, Aragonensis regine … Sig+num Ildefonsi, + regis Aragonensium et comitis Barchinonensium[26]
- A 31 de gener del 1166: Ego Ildefonsus, Dei gratia rex Aragonensium et comes Barchinonensium[27]
- A 26 de juliol del 1168: ego Ildefonsus, Dei gratia rex Aragonensium, comes Barchinone et marchio Provincie[28]
- A 12 de maig del 1173: ego Ildefonsus, gratia Dei rex Aragonum, et comes Barchinone, et marchio Provincie, et comes Rossilionis[29]
- A 28 de novembre del 1174: ego Ildeffonsus Dei gratia rex Aragonum, comes Barchinone et Provincie, marchio atque comes Rossilionis[30]
- A 20 de març del 1179: Ildefonsum, regem Aragonum, comitem barchinonensem et marchionem Provincie[31]
- A 21 de gener del 1186: Ildefonsus, rex Aragonum, comes Barchinone et marchio Provincie[32]
- A febrer del 1194: Io en Anffons, per la gràcia de Deu rey d'Aragó, comte de Barcelona e marches de Provença[33]
- A maig del 1195: ego Ildefonsus Dei gratia rex Aragonum, comes Barchinone et marchio Provincie[34]

| Alfons el Cast Casa d'Aragó del Llinatge del Casal de Barcelona Naixement: 1157 Mort: 25 d'abril del 1196                                  | |                                                                                          |
| Títols | |                                                                                          |
| Precedit per: Peronella I d'Aragó (mare)                                                                                                   | Rei d'Aragó (Llista de reis d'Aragó) Rei d'Aragó, Comte de Ribagorça, Comte de Sobrarb (1162–1196) | Succeït per: Pere I "el Catòlic" (fill) — Com a: — Rei d'Aragó Comte de Barcelona        |
| Precedit per: Ramon Berenguer IV de Barcelona "el Sant" (pare) (1162)                                                                      | Comte de Barcelona (Llista de comtes de Barcelona) - Principatus - Comtat de Barcelona, Comtat de Girona, Comtat d'Osona, Comtat de Manresa, Comtat de Berga Comtat de Rosselló Comtat de Pallars Jussà (1162–1196) | Succeït per: Pere I "el Catòlic" (fill) — Com a: — Rei d'Aragó Comte de Barcelona        |
| Precedit per: Girard II de Rosselló (mort sense fills. Cedí el comtat a Alfons II d'Aragó) (1172)                                          | Comte de Barcelona (Llista de comtes de Barcelona) - Principatus - Comtat de Barcelona, Comtat de Girona, Comtat d'Osona, Comtat de Manresa, Comtat de Berga Comtat de Rosselló Comtat de Pallars Jussà (1162–1196) | Succeït per: Pere I "el Catòlic" (fill) — Com a: — Rei d'Aragó Comte de Barcelona        |
| Precedit per: Dolça de Pallars Jussà (morta sense fills. Cedí el comtat a Alfons II d'Aragó) (1192)                                        | Comte de Barcelona (Llista de comtes de Barcelona) - Principatus - Comtat de Barcelona, Comtat de Girona, Comtat d'Osona, Comtat de Manresa, Comtat de Berga Comtat de Rosselló Comtat de Pallars Jussà (1162–1196) | Succeït per: Sanç de Barcelona i d'Aragó (germà) — Com a: — Comte de Rosselló            |
| Precedit per: Dolça II de Provença (Ramon Berenguer III de Provença morí sense fills mascles i Alfons II d'Aragó reclamà el Comtat) (1167) | Comte de Provença (Llista de comtes de Provença) (Gavaldà i Millau) (1167–1173) | Succeït per: Ramon Berenguer de Barcelona i d'Aragó (germà) — Com a: — Comte de Provença |